# Yotsuba &!
Yotsuba &! (よつばと!?, Yotsuba to!) è un manga scritto e illustrato da Kiyohiko Azuma, autore di Azumanga daiō. Viene pubblicato in Giappone dalla ASCII Media Works sulla rivista Dengeki Daioh e in Italia inizialmente dalla Dynit. La storia narra le avventure quotidiane di una bambina di nome Yotsuba, che, giorno dopo giorno, scopre il mondo intorno a lei. Molti dei personaggi di Yotsuba &! erano stati in precedenza protagonisti di un manga a volume unico chiamato Try! Try! Try!. L'edizione italiana a cura della Dynit venne interrotta il 17 ottobre 2007 e a tempo indeterminato dopo la pubblicazione del quinto volume. Star Comics ha iniziato una riedizione della serie a partire dal 19 giugno 2019, tuttora in corso.

## Trama
Protagonista del manga Yotsuba &! è Yotsuba Koiwai, una bambina di cinque anni. Inizialmente, lei dichiara di avere sei anni, ma viene corretta dal padre nel capitolo 36. Ragazzina adottata, socievole, curiosa, e un po' strana, e considerata tale dal suo stesso padre. Inoltre sembra essere all'oscuro di molte cose che i bimbi della sua età dovrebbero conoscere, come il citofono, le scale mobili, il condizionatore, e persino l'altalena. Questo tipo di ingenuità è spesso la premessa per molte delle storie che la vedono coinvolta.
Ad inizio serie, Yotsuba e il suo padre adottivo, Koiwai, si trasferiscono in una nuova città, con l'aiuto del miglior amico dei Koiwai, un uomo dall'altezza impressionante soprannominato "Jumbo". Yotsuba fa immediatamente amicizia con le tre figlie dei vicini di casa, Asagi, Fuka ed Ena, finendo spesso per coinvolgerle nelle sue avventure.
La serie non ha una trama vera e propria e si concentra più che altro su ciò che accade alla bimba giorno per giorno. Molti capitoli prendono piede uno il giorno successivo all'altro, seguendo letteralmente lo sviluppo di Yotsuba e degli altri personaggi. Il tono della serie può essere riassunto nel motto, usato spesso all'interno del manga "Oggi è il giorno più divertente".

## Personaggi

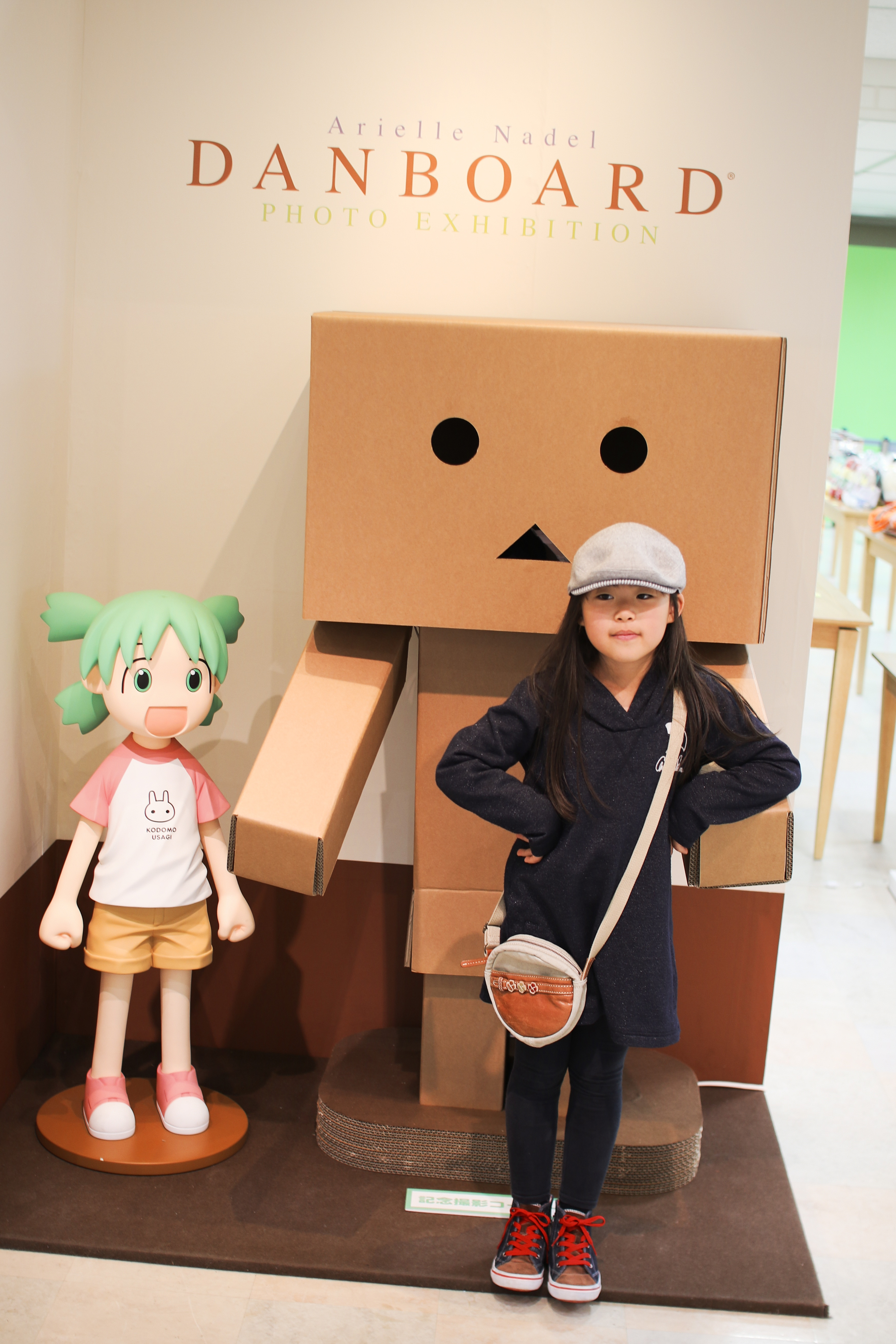
Due statue di Yotsuba e Danbo alla Danboard Photo Exhibition del 2016.

### Casa Koiwai
Yotsuba Koiwai (小岩井 よつば?, Koiwai Yotsuba) / "Yotsuba" (よつば?, Yotsuba)
Yotsuba è un'energica bimba di cinque anni dotata di una grande fantasia e di un incredibile entusiasmo per le "scoperte". Riesce a trovare divertimento in qualunque cosa, e il suo entusiasmo è incredibilmente contagioso. Prima di trasferirsi, lei e suo padre vivevano con i nonni. Dei suoi genitori naturali non si sa nulla, a parte il fatto che non sono giapponesi. È un'eccellente nuotatrice, ma in compenso è una frana nel disegno, anche se lei non se ne rende conto. Il nome "Yotsuba" può essere tradotto come "quadrifoglio", cosa che richiama i capelli di Yotsuba, verdi e con quattro codini.
Yousuke Koiwai (小岩井 葉介?, Koiwai Yousuke) / "Papà" (とーちゃん?, tō-chan)
Koiwai è il padre adottivo di Yotsuba. Le circostanze dell'adozione sono oscure. Lui afferma che prima che se ne potesse rendere conto si trovò a prendersi cura della bambina. Lavora a casa come traduttore, benché non si conosca di quale lingua. Sebbene spesso sembri lasciare troppa "libertà d'azione" all'iperattività di Yotsuba, è un padre molto premuroso.

### Casa Ayase
Gli Ayase sono i vicini di casa dei Koiwai.
Asagi Ayase (綾瀬 あさぎ?, Ayase Asagi)
Asagi è la più grande delle tre sorelle Ayase, ed è una studentessa universitaria a casa per le vacanze estive. È una bella ragazza molto sviluppata e attraente, con il vizio di prendere in giro le persone, specialmente sua madre. Pare che da piccola fosse molto simile a Yotsuba, e per questo motivo sembra essere quella maggiormente in grado di gestire la bimba.
Fuka Ayase (綾瀬 風香?, Ayase Fūka)
Fuka è una studentessa liceale di 16 anni. In casa è sicuramente la più responsabile, al punto di essere la vicepresidente del consiglio della sua scuola. Si trova frequentemente ad aiutare i Koiwai, nonostante sia quella che più di tutti si stupisce delle stranezze di Yotsuba.
Ena Ayase (綾瀬 恵那?, Ayase Ena)
La più piccola di casa Ayase, Ena è poco più grande di Yotsuba, ed è per questo che molte volte si trovano a giocare insieme. Sembra essere molto brava sia a disegnare che a utilizzare il computer. Nonostante abbia una spiccata sensibilità, spesso mostra un insospettabile talento per cose un po' "strane" come tagliare i pesci pescati.
Signora Ayase (綾瀬家の母?, Ayase-ke no Haha) / "Mamma" (かーちゃん?, kā-chan)
Madre delle tre ragazze, accetta di buon grado di essere chiamata "mamma" anche da Yotsuba. Asagi sembra essere l'unica a turbare il suo carattere mite, benché in fondo in fondo le due donne si assomiglino parecchio.
Signor Ayase (綾瀬家の父?, Ayase-ke no Chichi)
Il padre delle tre sorelle Ayase, che per lavoro non è quasi mai a casa, anche se non si sa quale. È un uomo tranquillo con una spiccata tendenza al sentimentalismo.

### Amici
Takashi Takeda (竹田隆?, Takeda Takashi) / "Jumbo" (ジャンボ?, Janbo)
Amico di Yotsuba e Yousuke, conosce quest'ultimo fin dall'infanzia. È incredibilmente alto ed è conosciuto da tutti come "Jumbo". Lavora con il padre in un negozio di fiori. Ha aiutato i Koiwai con il trasloco ed è considerato un membro della famiglia. Sembra essersi preso una cotta per Asagi Ayase, e spesso approfitta dell'amicizia della piccola Yotsuba con la ragazza, per poterla avvicinare.
Miura Hayasaka (早坂みうら?, Hayasaka Miura)
Migliore amica e compagna di classe di Ena. È un vero maschiaccio dai modi bruschi e indisponenti. Nonostante ciò talvolta dimostra un lato femminile: ha molta paura degli insetti, e si accorge immediatamente della cotta di Jumbo per Asagi.
Torako (虎子?)
Amica e compagna di università di Asagi, soprannominata "Tora" (tigre). Fumatrice accanita (ma solo "per darsi delle arie"), sembra avere una personalità piuttosto fredda e distaccata.
Yasuda (安田?) / Yanda (ヤンダ?)
Amico di Koiwai e Junbo, benché venga nominato già dal primo capitolo, non compare mai fino al trentesimo. È decisamente infantile al punto di mettersi alla pari con Yotsuba, e litigarci spesso. Il suo vero cognome è Yasuda.
Hiwatari (日渡?) / "Shimauu" (しまうー?)
Amica di Fuka, compare ufficialmente la prima volta nel capitolo 45, quando va a trovare Fuka e riconosce Yotsuba dalla sua "gita" alla scuola nel capitolo 40. Possiede una personalità piuttosto eccentrica. Il suo soprannome deriva da "Shimau", che in giapponese significa "fare qualcosa di imprevisto" o "completare qualcosa".

## Media

### Manga

#### Sviluppo
Nel 1998 Azuma pubblicò un manga one-shot e due manga online chiamati Try! Try! Try!, nei quali Yotsuba, suo padre (ancora senza nome), Ena, Fuka, e Asagi facevano la loro prima apparizione. Benché alcuni di questi personaggi, inclusa la stessa Yotsuba, fossero praticamente identici a quello che sarebbe stato il loro "stadio" finale, Fuka Ayase possedeva un disegno differente, e una personalità più dispettosa, oltre che una scrittura differente del nome.

#### Pubblicazione

Logo della serie

Il manga, scritto e disegnato da Kiyohiko Azuma, viene serializzato dal 21 marzo 2003 sulla rivista Dengeki Daioh edita da ASCII Media Works. I vari capitoli vengono raccolti in volumi tankōbon dal 27 agosto 2003.
In Italia la serie è stata inizialmente pubblicata da Dynit dal 14 febbraio al 17 ottobre 2007, interrompendo la pubblicazione al quinto volume. Anni dopo, i diritti sono stati rilevati da Star Comics che ha iniziato una ristampa dal 19 giugno 2019. La traduzione dei testi è curata da Rie Zushi.
La serie è stata inizialmente pubblicata negli Stati Uniti da ADV Manga, che ha pubblicato cinque volumi tra il 2005 e il 2007 prima di perderne i diritti. La licenza è stata poi ritirata da Yen Press, che ha ripubblicato i primi cinque volumi insieme al sesto nel settembre 2009 per poi continuare la pubblicazione che è ancora in corso. Inoltre la serie viene pubblicata anche in Francia da Kurokawa, in Spagna da Norma Editorial, in Germania da Tokyopop, in Finlandia da Punainen jättiläinen, in Corea del Sud da Daewon C.I., in Taiwan da Kadokawa Dwango, in Vietnam da TVM Comics, in Polonia da Kotori e in Thailandia da NED Comics.
Una particolarità di Yotsuba &! è che ogni capitolo si svolge in un giorno specifico, quasi sequenziale di un anno comune a partire da mercoledì. Inizialmente si pensava che l'anno fosse il 2003, coincidente con la data della serializzazione del manga, ma Azuma ha dichiarato che il manga si svolge sempre ai giorni nostri. Ciò consente la comparsa di prodotti creati dopo il 2003, come il Nintendo DS con cui Mr. Ayase gioca nel capitolo quarantadue.

#### Volumi
| 1  | 27 agosto 2003 | ISBN 978-4-8402-2466-6 | 14 febbraio 2007 (Dynit) 19 giugno 2019 (Star Comics)  | ISBN 978-88-226-1439-1 |
| 1  | Capitoli - 1. (よつばとひっこし?, Yotsuba to hikkoshi) - 2. (よつばとあいさつ?, Yotsuba to aisatsu) - 3. (よつばと地球温暖化?, Yotsuba to chikyū ondanka) - 4. (よつばとテレビ ?, Yotsuba to Terebi) - 5. (よつばとかいもの?, Yotsuba to kaimono) - 6. (よつばとせみとり?, Yotsuba to semitori) - 7. (よつばとおおあめ?, Yotsuba to ōame) |                        |                                                        |                        |
| 2  | 27 aprile 2004 | ISBN 978-4-8402-2674-5 | 18 aprile 2007 (Dynit) 21 agosto 2019 (Star Comics)    | ISBN 978-88-226-1493-3 |
| 2  | Capitoli - 8. (よつばとおえかき?, Yotsuba to oekaki) - 9. (よつばと復讐?, Yotsuba to fukushū) - 10. (よつばとケーキ?, Yotsuba to kēki) - 11. (よつばとどんまい?, Yotsuba to donmai) - 12. (よつばとプール?, Yotsuba to Pūru) - 13. (よつばとかえる?, Yotsuba to kaeru) - 14. (あさぎのおみやげ?, Asagi no omiyage) |                        |                                                        |                        |
| 3  | 27 novembre 2004 | ISBN 978-4-8402-2895-4 | 13 giugno 2007 (Dynit) 16 ottobre 2019 (Star Comics)   | ISBN 978-88-226-1550-3 |
| 3  | Capitoli - 15. (よつばとおみやげ?, Yotsuba to omiyage) - 16. (よつばとあさぎ?, Yotsuba to Asagi) - 17. (よつばとフラワー?, Yotsuba to Furawā) - 18. (よつばとお盆?, Yotsuba to obon) - 19. (よつばとぞう?, Yotsuba to zō) - 20. (よつばと花火大会??, Yotsuba to hanabi taikai?) - 21. (よつばと花火大会!?, Yotsuba to hanabi taikai!) |                        |                                                        |                        |
| 4  | 27 agosto 2005 | ISBN 978-4-8402-3163-3 | 9 agosto 2007 (Dynit) 18 dicembre 2019 (Star Comics)   | ISBN 978-88-226-1619-7 |
| 4  | Capitoli - 22. (よつばと勝負?, Yotsuba to shōbu) - 23. (よつばと釣り?, Yotsuba to tsuri) - 24. (よつばとばんごはん?, Yotsuba to bangohan) - . (休憩 よつばと4コマ?, Kyūkei - Yotsuba to yon-koma) - 25. (よつばとせいしゅん?, Yotsuba to seishun) - 26. (よつばとしんぶん?, Yotsuba to shinbun) - 27. (よつばとつくつくぼうし?, Yotsuba to tsukutsukubōshi) |                        |                                                        |                        |
| 5  | 28 aprile 2006 | ISBN 978-4-8402-3441-2 | 17 ottobre 2007 (Dynit) 19 febbraio 2020 (Star Comics) | ISBN 978-88-226-1700-2 |
| 5  | Capitoli - 28. (よつばとダンボー?, Yotsuba to danbō) - 29. (よつばとてつだい?, Yotsuba to tetsudai) - 30. (よつばとやんだ?, Yotsuba to Yanda) - 31. (よつばとほし?, Yotsuba to hoshi) - 32. (よつばとあめ?, Yotsuba to ame) - 33. (よつばとはれ?, Yotsuba to hare) - 34. (よつばとうみ?, Yotsuba to umi) |                        |                                                        |                        |
| 6  | 16 dicembre 2006 | ISBN 978-4-8402-3702-4 | 19 agosto 2020                                         | ISBN 978-88-226-1779-8 |
| 6  | Capitoli - 35. (よつばとリサイクル?, Yotsuba to Risaikuru) - 36. (よつばとじてんしゃ?, Yotsuba to jitensha) - 37. (よつばとポタリング?, Yotsuba to Potaringu) - 38. (よつばときんようび?, Yotsuba to kin'yōbi) - 39. (よつばとぎゅうにゅう?, Yotsuba to gyūnyū) - 40. (よつばとはいたつ?, Yotsuba to haitatsu) - 41. (よつばとほんだな?, Yotsuba to hondana) |                        |                                                        |                        |
| 7  | 27 settembre 2007 | ISBN 978-4-8402-4053-6 | 21 ottobre 2020                                        | ISBN 978-88-226-1854-2 |
| 7  | Capitoli - 42. (よつばとでんわ?, Yotsuba to denwa) - 43. (よつばとけいろうのひ?, Yotsuba to keirō no hi) - 44. (よつばとねつ?, Yotsuba to netsu) - 45. (よつばとぱちしえ?, Yotsuba to Pachishie) - 46. (よつばとおつかい?, Yotsuba to otsukai) - 47. (よつばとしゅっぱつ?, Yotsuba to shuppatsu) - 48. (よつばとぼくじょう?, Yotsuba to bokujō) |                        |                                                        |                        |
| 8  | 27 agosto 2008 | ISBN 978-4-04-867151-4 | 16 dicembre 2020                                       | ISBN 978-88-226-2063-7 |
| 8  | Capitoli - 49. (よつばとあべこべ?, "Yotsuba to abekobe) - 50. (よつばとれすとらん?, "Yotsuba to Resutoran) - 51. (よつばと文化祭?, Yotsuba to bunkasai) - 52. (よつばとたいふう?, Yotsuba to Taifū) - 53. (よつばとるすばん?, Yotsuba to rusuban) - 54. (よつばとおまつり?, Yotsuba to omatsuri) - 55. (よつばとどんぐり?, Yotsuba to donguri) |                        |                                                        |                        |
| 9  | 27 novembre 2009 | ISBN 978-4-04-868247-3 | 17 febbraio 2021                                       | ISBN 978-88-226-2134-4 |
| 9  | Capitoli - 56. (よつばとよてい?, Yotsuba to yotei) - 57. (よつばとジュラルミン?, Yotsuba to Jurarumin) - 58. (よつばとコーヒー?, Yotsuba to Kōhī) - 59. (よつばとやきにく?, Yotsuba to Yakiniku) - 60. (よつばとらいきゃく?, Yotsuba to raikyaku) - 61. (よつばとききゅう?, Yotsuba to kikyū) - 62. (よつばとそら?, Yotsuba to sora) |                        |                                                        |                        |
| 10 | 27 novembre 2010 | ISBN 978-4-04-870143-3 | 14 aprile 2021                                         | ISBN 978-88-226-2197-9 |
| 10 | Capitoli - 63. (よつばとあそぶ?, Yotsuba to asobu) - 64. (よつばとホットケーキ?, Yotsuba to hottokēki) - 65. (よつばとジャンボ?, Yotsuba to Janbo) - 66. (よつばとでんきや?, Yotsuba to denkiya) - 67. (よつばとかでん?, Yotsuba to kaden) - 68. (よつばとうそ?, Yotsuba to uso) - 69. (よつばとさいかい?, Yotsuba to saikai) |                        |                                                        |                        |
| 11 | 26 novembre 2011 | ISBN 978-4-04-886097-0 | 16 giugno 2021                                         | ISBN 978-88-226-2336-2 |
| 11 | Capitoli - 70. (よつばとうどん?, Yotsuba to Udon) - 71. (よつばとピザ?, Yotsuba to Piza) - 72. (よつばとしゃぼんだま?, Yotsuba to shabondama) - 73. (よつばとくりひろい?, Yotsuba to kurihiroi) - 74. (よつばとカメラ?, Yotsuba to Kamera) - 75. (よつばとともだち?, Yotsuba to tomodachi) - 76. (よつばと……?, Yotsuba to ......) |                        |                                                        |                        |
| 12 | 9 marzo 2013 | ISBN 978-4-04-891352-2 | 18 agosto 2021                                         | ISBN 978-88-226-2453-6 |
| 12 | Capitoli - 77. (よつばととらこ?, Yotsuba to Torako) - 78. (よつばとあおいろ?, Yotsuba to aoiro) - 79. (よつばとヘルメット?, Yotsuba to Herumetto) - 80. (よつばとハロウィン?, Yotsuba to Harowin) - 81. (よつばとキャンプ(前)?, Yotsuba to kyanpu (mae)) - 82. (よつばとキャンプ(後)?, Yotsuba to kyanpu (go)) |                        |                                                        |                        |
| 13 | 27 novembre 2015 | ISBN 978-4-04-865594-1 | 20 ottobre 2021                                        | ISBN 978-88-226-2591-5 |
| 13 | Capitoli - 83. (よつばとえだなど?, Yotsuba to eda nado) - 84. (よつばとすなば?, Yotsuba to sunaba) - 85. (よつばとよる?, Yotsuba to yoru) - 86. (よつばとおみやげ?, Yotsuba to omiyage) - 87. (よつばとそうじ?, Yotsuba to sōji) - 88. (よつばとばーちゃん?, Yotsuba to bā-chan) - 89. (よつばとくろいおばけ?, Yotsuba to kuroi obake) - 90. (よつばといちにち?, Yotsuba to ichinichi)                                                                                               |                        |                                                        |                        |
| 14 | 28 aprile 2018 | ISBN 978-4-04-893705-4 | 15 dicembre 2021                                       | ISBN 978-88-226-2797-1 |
| 14 | Capitoli - 91. (よつばとしごと?, Yotsuba to shigoto) - 92. (よつばとヨガ?, Yotsuba to Yoga) - 93. (よつばとひめさま?, Yotsuba to hime-sama) - 94. (よつばとその前日?, Yotsuba to sono zenjitsu) - 95. (よつばと原宿?, Yotsuba to Harajuku) - 96. (よつばと代々木公園?, Yotsuba to Yoyogi kōen) - 97. (よつばとランチ?, Yotsuba to Ranchi) |                        |                                                        |                        |
| 15 | 27 febbraio 2021 | ISBN 978-4-04-913597-8 | 16 febbraio 2022                                       | ISBN 978-88-226-2974-6 |
| 15 | Capitoli - 98. (よつばと靴下?, Yotsuba to kutsushita) - 99. (よつばとバナナジュース?, Yotsuba to Bananajūsu) - 100. (よつばといし?, Yotsuba to ishi) - 101. (よつばとしけんべんきょう?, Yotsuba to shiken benkyō) - 102. (よつばとえのぐ?, Yotsuba to enogu) - 103. (よつばとほん?, Yotsuba to hon) - 104. (よつばとランドセル?, Yotsuba to randoseru) |                        |                                                        |                        |
| 16 | 26 febbraio 2025 | ISBN 978-4-04-916194-6 | —                                                      | —                      |
| 16 | Capitoli - 105. (よつばとクリスマスツリー（前編）?, "Yotsuba to Kurisumasu Turī) - 106. (よつばとクリスマスツリー（後編）?, "Yotsuba to Kurisumasu Turī) - 107. (よつばとおみせ?, Yotsuba to o mise) - 108. (よつばとなかよく?, Yotsuba to nakayoku) - 109. (よつばとやまのぼり (前編)?, Yotsuba to yamanobori) - 110. (よつばとやまのぼり (後編)?, Yotsuba to yamanobori) - 111. (よつばとてっぺん (前編)?, Yotsuba to teppen) - 112. (よつばとてっぺん (後編)?, Yotsuba to teppen) |                        |                                                        |                        |

##### Capitoli non ancora in formatotankōbon
Questa lista è suscettibile di variazioni e potrebbe essere incompleta o non aggiornata.

- 113.  (よつばとしゅみ?, Yotsuba to shumi)

### Calendari
A partire dal 2005, sono stati pubblicati quasi ogni anno dei calendari dedicati a Yotsuba &!, fatta eccezione per il 2009, quando furono dei vincoli da parte di Azuma. L'edizione 2005 presentava delle immagini di Yotsuba che giocava con diversi animali come leoni, zebre e canguri. Le edizioni 2006, 2007, 2008 e 2010 invece mostravano delle fotografie modificate per includere Yotsuba che giocava con dei bambini oppure mentre stava cercando di prendere un pallone. Le fotografie erano di Miho Kakuta con i disegni di Kiyohiko Azuma. I calendari avevano al loro interno un mix di artwork originali e altri tratti direttamente dal manga, con alcune sporadiche didascalie, così come altri aneddoti divertenti, per esempio in quello del 2006 mostrava lo shiritori. I calendari iniziano ad aprile e si concludono a marzo, seguendo l'ordine dell'anno scolastico giapponese anziché l'anno solare.
Il calendario 2010 venne pubblicato nel novembre 2009.

### Musica
Dalla serie sono stati anche due album musicali, entrambi contenenti tracce esclusivamente strumentali, chiamati image song. La musica è stata progettata per suscitare immagini mentali degli eventi descritti dai titoli. Entrambi gli album sono stati composti da Masaki Kurihara ed è eseguiti dalla Kuricorder Pops Orchestra, la quale aveva lavorato già in precedenza alla colonna sonora di Azumanga daiō.
Il primo album, intitolato Yotsuba&♪ (「よつばと!」イメージアルバム「よつばと♪」?, `Yotsuba to!' Imēji Arubamu `Yotsuba to ♪'), pubblicato nell'aprile 2005, segue Yotsuba nel corso di una giornata tipo. Il secondo invece è Yotsuba&♪ Music Suite (General Winter) (音楽CD よつばと(音符記号)組曲「冬将軍」?, Ongaku CD Yotsuba to (onpu kigō) kumikyoku `fuyu shōgun'), uscito nel novembre 2006, descrive la stagione invernale, comprese le celebrazioni di Natale e Capodanno. Il "General Winter" (冬将軍?, Fuyu shōgun) del titolo è una personificazione degli inverni rigidi, simile a Jack Frost.

### Libri illustrati
Un libro illustrato intitolato Yotsuba & Monochrome Animals (よつばとしろとくろのどうぶつ?, Yotsuba to shiro to kuro no dō butsu), è stato pubblicato il 16 dicembre 2006. Il libro contiene immagini di Yotsuba che gioca con vari animali colorati in bianco e nero, come i panda. Il nome di ogni animale è scritto sia in giapponese che in inglese, insieme alla classificazione scientifica della specie. Un altro libro, dal titolo Find Yotsuba (よつばのいろ季節?, Yotsuba no iru kisetsu), che è in realtà è una raccolta di tutte le illustrazioni dei calendari usciti in precedenza, è stato pubblicato il 31 agosto 2013.

### Anime
Nonostante la popolarità del fumetto, e il successo di Azumanga daiō, Azuma, il 15 maggio 2005, in un post sul suo sito personale, ha dichiarato di non avere alcuna intenzione di trasporre in animazione Yotsuba &!, concetto che ha poi ribadito il 5 dicembre 2008, affermando che le storie e lo stile di Yotsuba &! non erano adatti all'animazione.
Tuttavia, nel 2016 è uscita in Giappone la serie animata Nyanbo!, i cui personaggi presentano un'estetica ispirata a Danbo, il costume di cartone indossato da Miura in due capitoli della serie. La serie spin-off è stata trasmessa in Giappone su NHKE ed è stata trasmessa oltreoceano in simulcast su Crunchyroll.

## Accoglienza

### Popolarità

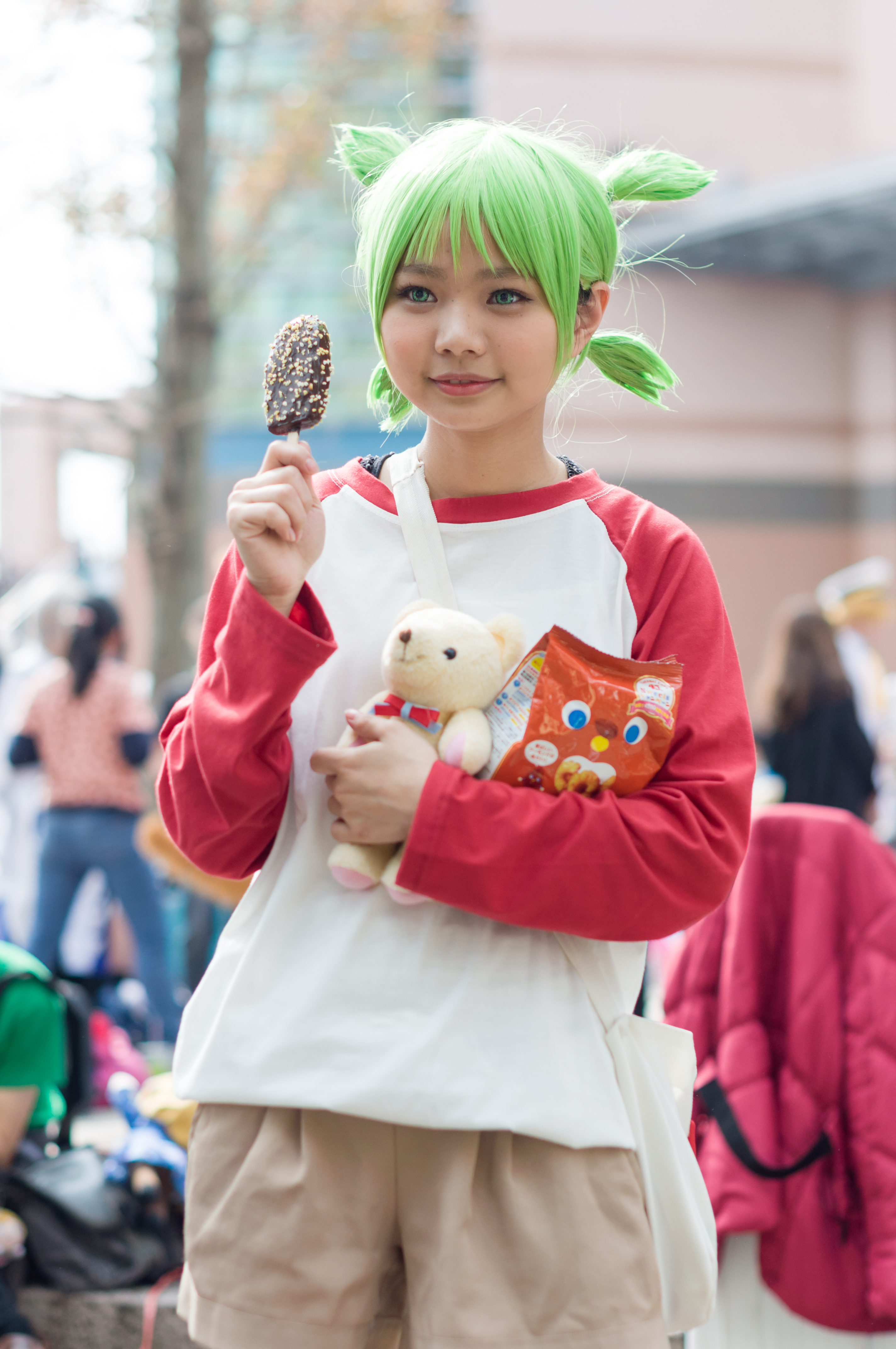
Cosplayer di Yotsuba.

Yotsuba &! non è stato disegnato nello stile yonkoma, stile con il quale venne realizzato il precedente lavoro di Azuma, Azumanga daiō. Lo stile Yotsuba&! consiste in un fumetto a pagina piena, realizzato con un tratto pulito e gradevole. Inoltre, il personaggio Yotsuba ha ricevuto critiche favorevoli, in quanto ritenuta molto più credibile e verosimile dei bambini protagonisti della maggior parte degli altri manga. 
Il manga è stato apprezzato sia dai lettori che dai recensori. Ad esempio, su Amazon.co.jp, il sesto è stato il terzo fumetto più venduto in Giappone per la prima metà del 2007 e l'ottavo è stato il secondo fumetto più venduto in Giappone per il 2008; i volumi sette e otto erano entrambi al secondo posto della classifica dei fumetti di Tohan la settimana in cui hanno fatto il loro debutto. L'ottavo volume ha venduto più di 450 000 copie nel 2008, rendendolo uno dei 50 volumi manga più venduti nella classifica Oricon di quell'anno. I primi cinque volumi della traduzione inglese sono stati tutti quanti classificati tra i primi 100 romanzi grafici più venduti negli Stati Uniti nel mese di uscita. Il sesto volume dell'edizione inglese raggiunse il terzo posto nella lista dei best seller del New York Times per i manga, e rimase nella lista per quattro settimane. L'ottavo volume ha debuttato al secondo posto nella lista dei best seller dei manga. Al 27 aprile 2018, oltre 13,7 milioni di copie del manga sono state stampate in Giappone e oltre 3 milioni al di fuori del Giappone, inclusi Stati Uniti, Francia, Germania, Italia, Spagna, Russia, Svezia, Finlandia, Corea, Cina, Taiwan, Indonesia, Thailandia e Vietnam.

### Critica
Il lavoro svolto da Azuma è stato lodato per i suoi disegni puliti, gli sfondi dettagliati e i volti espressivi. Inoltre sono stati fatti degli elogi anche per il tono gioioso in generale, la trama slice of life, la parte umoristica e i personaggi eccentrici ma realistici, specialmente la stessa Yotsuba.
The Comics Reporter ha descritto la serie come da "leggere come una lettera d'amore per il modo in cui i bambini possono essere all'età di 2-5 anni", e un recensore di Anime News Network ha confrontato la capacità di Azuma di catturare "la meraviglia dell'infanzia" di Bill Watterson in Calvin & Hobbes. Manga: The Complete Guide lo ha descritto come "un manga leggero e piacevole, come un interminabile giorno d'estate". Nicholas Penedo di Animeland ha affermato che "con Yotsuba, ci troviamo immersi nel meraviglioso mondo dell'infanzia", ritenendo l'edizione francese dell'ottavo volume come "Un bel manga per bambini e adulti". BD Gest ha elogiato l'abilità di Azuma nel creare personaggi secondari distinti, definendoli "immediatamente riconoscibili" e dicendo che ognuno di loro ravviva la storia a modo suo. Tuttavia, Azuma è stato criticato per aver creato personaggi che sono "troppo puliti, troppo perfettamente funzionali", per un uso eccessivo di "espressioni e reazioni oltraggiose" e per aver sfruttato le battute troppo a lungo.
Paolo Cavestri di Everyeye.it recensì la prima edizione a cura di Dynit, affermando che Yotsuba &! era un manga adatto a tutti, il cui target principale erano soprattutto i bambini, ma anche gli adulti, che una volta entrati nell'ottica, potevano apprezzare al meglio le piccole grandi avventure della vivace Yotsuba e l'allegra compagnia formata da parenti e amici. Le storie parlavano di normale quotidianità e si avvicendavano a ritmo serrato, trascinando il lettore fino all'ultima pagina, lasciandolo in balia della voglia di averne ancora. Cavestri consigliò caldamente la lettura dei primi numeri disponibili, affermando "Come rifiutare quindi, questo invito a tuffarsi nei ricordi dell'infanzia, magari insieme al proprio figlio, e trascorrere qualche momento di serenità al riparo dallo stress che ci attanaglia? Andate a trovare Yotsuba, vi accoglierà con un bellissimo sorriso". 
Stella Pennoni di Akiba Gamers trattò invece l'edizione Star Comics, uscita diversi anni dopo la precedente, e trovò la caratterizzazione della giovane protagonista come l'elemento che colpiva di più nel corso della lettura, le sue origini erano un mistero (era noto solo che era stata adottata dal padre in circostanze sconosciute) e il suo linguaggio andava dall'utilizzo di espressioni adulte ad altre terribilmente incomprensibili e infantili. Un altro tratto che apprezzò di Yotsuba fu la grande varietà di espressioni facciali, che si evidenziavano particolarmente in quelle vignette prive di dialoghi. Pennoni concluse affermando che era un'opera priva di cinismo, in cui non era nemmeno presente un antagonista, e quindi in sua assenza, la tensione poteva venire solamente dal brivido della scoperta, ogni capitolo era in grado di far sorridere il lettore, brillando di umorismo e adorabilità. 
NerdPool affermò che durante la lettura sembrava quasi di leggere i pensieri di un neonato o comunque di un infante di minor età, portando a chiedersi come mai Yotsuba non conosca cose molto basilari e dove abbia vissuto prima di essere stata adottata. Il modo in cui tutto veniva mostrato faceva sorridere se non proprio ridere. La comicità risultava intrinseca nei personaggi stessi, principali o secondari che fossero. Il recensore terminò l'analisi del primo volume facendo un commento riguardo Yotsuba, "E con lei, capitolo dopo capitolo, riscopriamo qualcosa anche noi".
Un redattore di AnimeClick.it analizzò il primo volume trovandolo una ventata d'aria fresca, un manga che sapeva essere divertente e spensierato in grado di far sorridere il lettore già dalle primissime tavole e, man mano che si leggeva, ci si sarebbe innamorati di una bambina pestifera, di suo padre e dei nuovi vicini che incontrerà dopo il suo trasloco in una nuova casa. Lodò il tratto di Kiyohiko Azuma reputandolo semplice ma curato e ben caratterizzato, come si evinceva dalle espressioni facciali dei personaggi che trasmettevano al meglio le sensazioni e i loro pensieri. La scelta registica delle tavole era particolare, difatti nonostante Yotsuba fosse la protagonista, quando era in presenza di altri comprimari adulti la sua figura passava quasi in secondo piano come a rappresentare la differenza di altezza dovuta alla sua età. Il redattore fece un paragone con la storia di Sweetness & Lightning e Barakamon, ritenendo che chi avesse amato almeno una delle due serie poco prima menzionate, avrebbe certamente apprezzato Yotsuba &! per la sua "invincibilità", con la spensieratezza che solo l'infanzia riusciva a regalare.

### Riconoscimenti
| Anno | Premio                            | Categoria                         | Risultato | Note            |
| ---- | --------------------------------- | --------------------------------- | --------- | --------------- |
| 2006 | Japan Media Arts Festival         | Excellence Award per i manga      | Vincitore | [ 106 ]         |
| 2008 | 12º Premio culturale Osamu Tezuka | 12º Premio culturale Osamu Tezuka | Candidato | [ 107 ]         |
| 2008 | Eisner Award                      | Best Publication for Kids         | Candidato | [ 108 ]         |
| 2008 | 1º Manga Taishō                   | 1º Manga Taishō                   | 2º posto  | [ 109 ]         |
| 2016 | 20º Premio culturale Osamu Tezuka | Gran Premio                       | Vincitore | [ 110 ] [ 111 ] |

La giuria del Japan Media Arts Festival del 2006 ha elogiato soprattutto i personaggi vivaci e l'atmosfera, definendola "gentile". L'edizione inglese Yotsuba &! è stata indicata come uno dei migliori 20 fumetti del 2005 da Publishers Weekly, uno dei migliori fumetti del 2006 dallo staff di The Comics Journal, e una delle migliori graphic novel per adolescenti nel 2008 da YALSA. Il primo volume è stato nominato libro del mese nel numero di giugno 2005 di Newtype USA.
È stata svolta una mostra delle tavole di Yotsuba &! alla Gallery of Fantastic Art di Tokyo dal 2 al 17 dicembre 2006. L'articolo principale del numero di maggio 2009 della rivista di design giapponese Idea riguardava uno studio su Yotsuba &!, incentrato sul design del fumetto, l'impaginazione degli interni e su come venivano gestite le edizioni tradotte nelle altre lingue.
Un'altra mostra si è tenuta al Museo Manga Osamu Tezuka di Takarazuka tra giugno e ottobre 2020. La mostra comprendeva più di 200 tavole e illustrazioni per la promozione dell'opera, interviste, manoscritti, video e confronti con le pubblicazioni estere.